# Theodor Lindner
Ernst Friedrich Theodor Lindner (Breslavia, 29 maggio 1843 – Halle, 24 novembre 1919) è stato uno storico tedesco.

## Biografia
Studiò storia, filologia antica e lingua sanscrita presso l'Università di Breslavia, allo stesso tempo lavorò come assistente presso la biblioteca comunale. Continuò la sua formazione presso l'Università di Berlino come allievo di Johann Gustav Droysen e Leopold von Ranke, e si laureò con una tesi sul Concilio di Mantova del 1064. Nel 1868 conseguì il titolo di docente a Breslavia, sei anni dopo divenne professore associato. Nel 1876 fu nominato professore ordinario presso l'Accademia di Münster, dove nel 1883-1884 prestò servizio come rettore accademico. Nel 1888 si trasferì presso l'Università di Halle come successore di Ernst Dümmler.

## Opere principali
- Anno II. der heilige, Erzbischof von Köln, 1056-1075, (1869).
- Geschichte des deutschen Reiches unter König Wenzel (2 volumi, 1875–80).
- Die Veme, 1888.
- Deutsche Geschichte unter den Habsburgern und Luxemburgern, 1273-1437, (2 volumi, 1890–93).
- Die deutschen Königswahlen und die Entstehung des Kurfürstenthums, 1893.
- Geschichte des Deutschen Volkes, (2 volumi, 1894).
- Die sogenannten Schenkungen Pippins, Karls des Grossen, und Ottos I. an die Päpste, 1896.
- Zur Fabel von der Bestattung Karls des Grossen, 1896.
- Der Hergang bei den deutschen Königswahlen, 1899.
- Geschichtsphilosophie: Einleitung zu einer Weltgeschichte seit der Völkerwanderung, 1901.
- Die deutsche Hanse. Ihre Geschichte und Bedeutung, 1901.
- Weltgeschichte seit der Völkerwanderung (10 volumi, 1901–21).[3][4]

Scrisse inoltre numerose biografie su Allgemeine Deutsche Biographie.